# Haude und Spener
Die Haude & Spenersche Verlagsbuchhandlung ist ein deutscher Verlag mit Sitz in Berlin, der auf eine 1614 gegründete Buchhandlung zurückgeht, die schon 1615 ein erstes Werk verlegte. Er ist damit der älteste Berliner Verlag.

## Geschichte bis 1945
Am 10. Mai 1614 erteilte Kurfürst Johann Sigismund den Brüdern Hans und Samuel Kalle ein Privileg zur Errichtung einer Buchhandlung. Beide waren keine gelernten Buchhändler, sondern gehörten der Buchbinderzunft an. Eigentlicher Gründer der Buchhandlung war Hans Kalle, während Samuel Kalle bei der Buchbinderei blieb. Die Buchhandlung lag damals An der Stechbahn, dort, wo das 1866 erbaute, nach dem Zweiten Weltkrieg abgerissene, „Rote Schloss“ stand. Eines der ersten Werke, die Kalle herausgab, war das 1615 erschienene Buch
»Der Chur-Brandeburg Reformation-Werck, das ist: I. des Durchleuchtigsten Hochgebornen Fürsten und Herrn Johann Sigmunds, Marggraffen zu Brandenburg etc.; Bekändniß von jetzigen unter den Evangelischen schwebenden und in streit gezogenen punkten... durch einen Liebhaber der Wahrheit trewlich zusammengetragen und in Druck bracht, Anno 1615. Gedruckt zu Berlin durch George Rungen. In Verlegung Johann Kallen Buchhändlern und Buchbindern doselbst«.

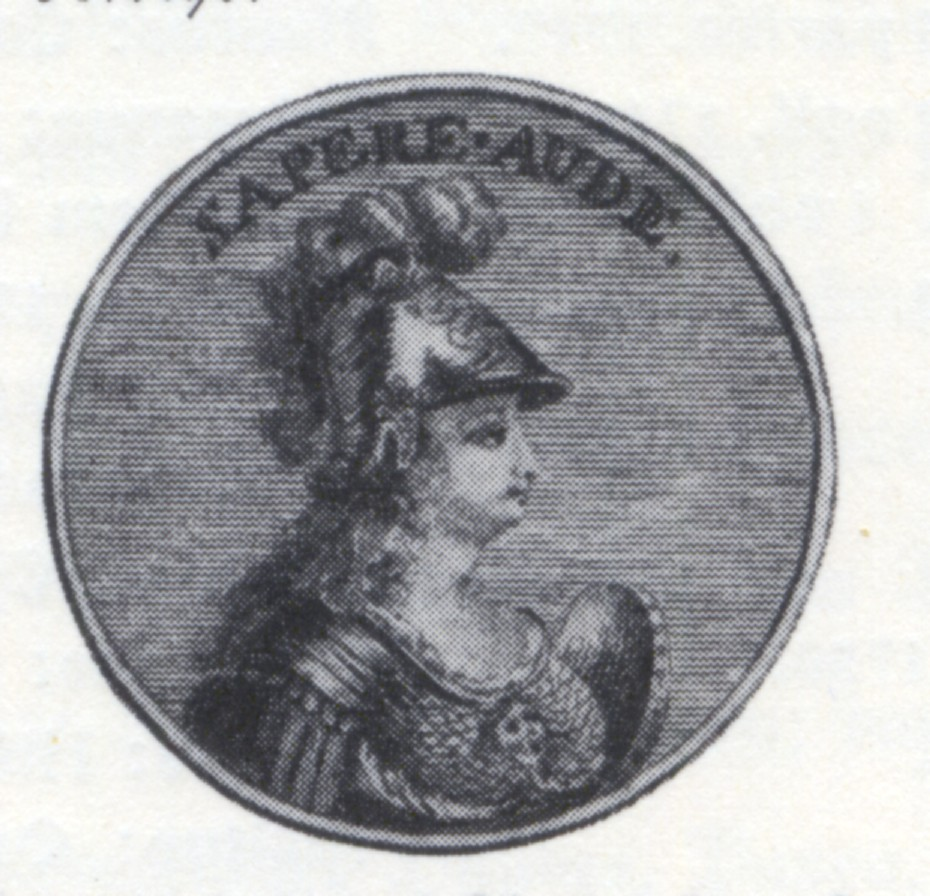
Verlagszeichen von 1740

Bis 1632 sind 37 Kallesche Verlagswerke verzeichnet. 1659 verkaufte Kalle die Buchhandlung an Rupert Völcker und 1697 ging sie an seinen Sohn Johann Völcker über. Dieser konnte sie jedoch nicht halten und verkaufte 1700 an Johann Christoph Papen, der das Geschäft wiederum 1723 an Ambrosius Haude abtrat. Haude gründete 1740 die „Berlinischen Nachrichten von Staats- und gelehrten Sachen“, eine Zeitung, die ab 1872 „Spenersche Zeitung“ hieß und 1874 in der Nationalzeitung aufging. Ambrosius Haude starb am 17. Mai 1748 und die Handlung ging auf seine Witwe über, die ihren Bruder Johann Karl Spener (1710–1756) als Teilhaber in die nun Haude & Spener genannte Handlung aufnahm. Von 1750 bis 1751 gab der Verlag die wissenschaftliche Zeitschrift „Critische Nachrichten aus dem Reiche der Gelehrsamkeit“ heraus, von 1754 bis 1803 erschien die „Berlinische Monatsschrift“, in der unter anderem auch Immanuel Kant publizierte. Nach dem Tod von Johann Karl Spener 1756 führten die beiden Witwen Sophie Spener und Susanne Eleanor Haude das Geschäft fort. 1761 veröffentlichte der Verlag die „Merkwürdigkeiten zur Brandenburgischen Geschichte“, verfasst vom Preußenkönig Friedrich II. Das Original dieser Schrift war schon 1751 auf Französisch erschienen.

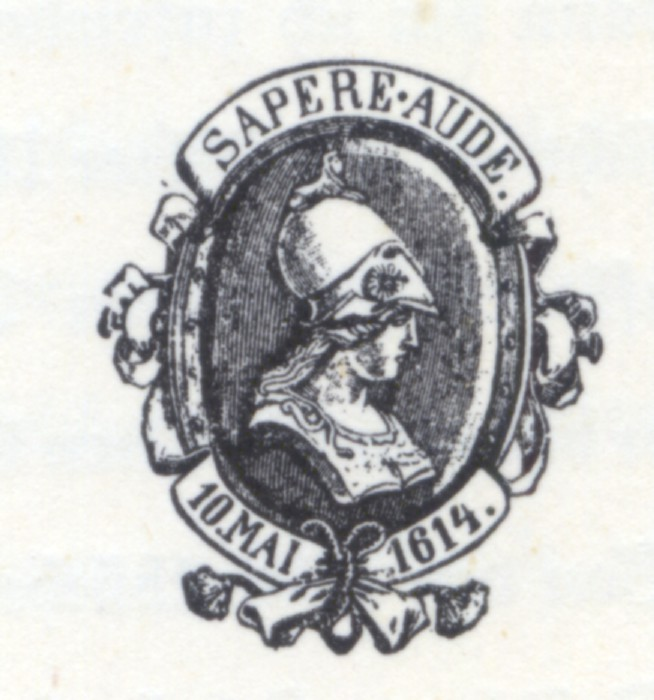
Verlagszeichen von 1886

Nach dem Tod der Witwe Haude 1762 ging ihr Geschäftsanteil auf Sophie Spener über, die 1759 eine Ehe mit dem Bruder ihres ersten Mannes, Christian Gottlieb Spener eingegangen war. Ihr Sohn aus erster Ehe, Johann Carl Spener der Jüngere (1749–1826) übernahm 1772 die Verlagsgeschäfte. Er war hochgebildet und brachte in seinem Verlag zum Beispiel auch eigene Übersetzungen aus dem Englischen, Französischen und Italienischen heraus. In seiner Druckerei stellte er 1823 die erste Schnellpresse auf dem europäischen Festland auf, die vom Erfinder, Friedrich König (1774–1833), selbst angefertigt wurde.
Bei Haude und Spener erschienen unter der Ägide Johann Carl Speners die Zeitschriften
- »Iris: Vierteljahresschrift für Frauenzimmer« (1775–1778), herausgegeben von Johann Georg Jacobi
  - Inhaltserschließung der Zeitschrift Iris: Vierteljahresschrift für Frauenzimmer
- »Wöchentliche Nachrichten von neuen Landcharten, geographischen, statistischen und historischen Büchern und Sachen« (1.1773–15.1787(1788)), herausgegeben von Anton Friedrich Büsching
  - vollständige digitale Ausgabe der Wöchentlichen Nachrichten von neuen Landcharten in der Wikisource
  - Inhaltserschließung der Wöchentlichen Nachrichten von neuen Landcharten
- »Berlinische Monatsschrift« (1.1783–28.1796), herausgegeben von Johann Erich Biester und Friedrich Gedike, 1797–1798 verlegt bei Nicolai in Berlin, ab 1799–1811 als Neue berlinische Monatsschrift ebenda
  - vollständige digitale Ausgabe der Berlinischen Monatsschrift und ihrer Nachfolger in der Wikisource
  - Inhaltserschließung der Berlinischen Monatsschrift
  - hier erschien u. a. erstmals der Beitrag Beantwortung der Frage: Was ist Aufklärung? von Immanuel Kant
- das »Journal für Deutschland, historisch-politischen Inhalts« (1.1815–6.1816, 7.1817–12.1819 im Verlag Enslin, Berlin).
  - vollständige digitale Ausgabe des Journals für Deutschland, historisch-politischen Inhalts der BSB München

Von 1784 bis 1826 erschien im Verlag der »Historisch-genealogische Calender oder Jahrbuch der merkwürdigsten neuen Welt-Begebenheiten«, zu dem Daniel Chodowiecki die meisten Vorlagen zu den Kupfern dieses Calenders wurde. In diesen Calendern/Jahrbüchern erschien jeweils ein den Jahresband tragendes Werk, so 1784 die »Geschichte der Revolution von Nord – Amerika« des Hallenser Geschichtsprofessors Matthias Christian Sprengel, 1786 dessen »Geschichte der wichtigsten Staats- und Handelsveränderungen Ostindiens«
Jahrgang 1789 des Historisch-Genealogischen Calenders enthielt die Erstveröffentlichung eines der am meisten verkauften Bücher aus dem Hause Haude & Spener – der »Geschichte des Siebenjährigen Krieges« von Johann Wilhelm von Archenholz, die in vervollständigter Form in zwei Bänden 1793 im gleichen Verlag erschien und viele Auflagen erlebte; die letzte, neunte, wurde 1867 durch Friedrich Weidling herausgegeben.
1784 errichtete Spener eine Filiale in Lippstadt, die bis 1804 bestand. 1809 brannte die alte Berliner Petrikirche ab, in der sich auch das Spenersche Verlagsarchiv befunden hatte.
Da sein eigener Sohn verstorben war, übergab Spener 1826 seine Buchhandlung an seinen langjährigen Gehilfen Julius Siegfried Josephy (1792–1856), verkaufte die „Berlinischen Nachrichten von Staats- und gelehrten Sachen“ und starb im Januar 1827. Josephy führte den Verlag weiter und arbeitete dabei auch mit Karl von Holtei zusammen, von dem er mehrere Gedichtbände verlegte. Außerdem baute er besonders das naturwissenschaftliche und theologische Angebot des Verlags aus.
Nach Josephys Tod war der Verlag ab 1857 kurz im Besitz des Berliner Buchhändlers Ferdinand Schneider, bevor er 1859 an Friedrich Weidling verkauft wurde. Bedeutende Werke, die der Verlag unter seiner Leitung – zum Teil wieder – herausbrachte waren Archenholz’ „Geschichte des siebenjährigen Krieges“, die „Geflügelten Worte“ von Georg Büchmann, deren erste Auflage 1864 herauskam und William Lewis Hertslets „Der Treppenwitz der Weltgeschichte. Geschichtliche Irrtümer, Entstellungen und Erfindungen“, zuerst erschienen 1882.
Friedrich Weidling übergab den Verlag 1890 an seinen Sohn Konrad. Er selbst starb 1902. Konrad Weidling (1861–1911) nahm nur wenige Titel neu in die Verlagspublikationen auf, kümmerte sich jedoch verstärkt um die Fortführung der beiden Standardwerke des Verlags: Die „Geflügelten Worte“ wurden nun von Walter Robert-tornow fortgeführt, der „Treppenwitz' der Weltgeschichte“ vom Historiker Hans F. Helmolt. Die Bearbeiter beider Werke wechselten in den folgenden Jahren noch mehrere Male.

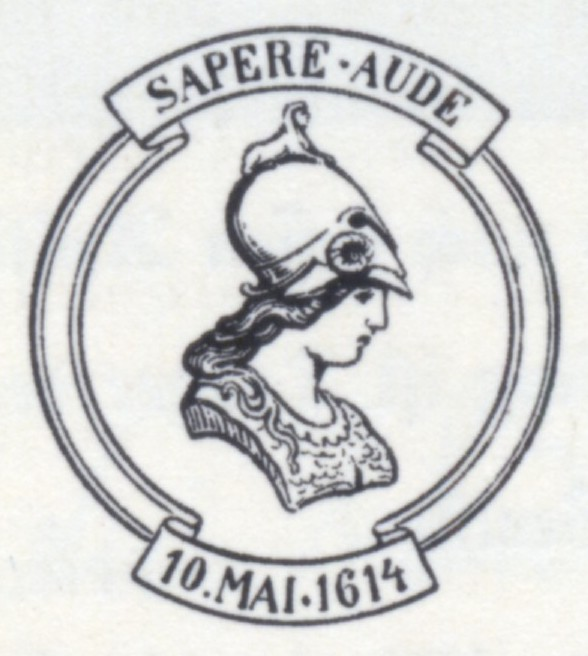
Verlagszeichen von 1911

Nach dem Tod von Konrad Weidling verkaufte seine Witwe den Verlag an Max Paschke (1868–1932), der seit 1902 Geschäftsführer des Verlages gewesen war. Paschke baute den wirtschaftswissenschaftlichen Zweig des Verlags stark aus und engagierte sich sehr in der Organisation der Buchhändler-Ausbildung. Schon früh, am 1. Januar 1930, trat er der NSDAP bei, 1932 gab der Verlag die nationalsozialistische Zeitschrift „Die deutsche Volkswirtschaft“ heraus. Im selben Jahr starb Paschke. Der Verlag ging an seine Witwe Emma Paschke über, die Geschäfte führte der langjährige Prokurist, Martin Wülfing. 1935 wurde Wülfing Mitinhaber des Verlags. Er war überzeugter Nationalsozialist und Mitglied der NSDAP seit 1926. Unter ihm wurden die alten Geschäftsräume des Verlags zum Treffpunkt bekannter Nationalsozialisten.
1936 wurde für die Zeitschrift „Die Deutsche Volkswirtschaft“ ein eigener Verlag „Die Deutsche Volkswirtschaft Paschke KG“ gegründet und vom Verlag Haude und Spener abgetrennt. Gesellschafter waren auch hier Emma Paschke und Martin Wülfing. Der Verlag veröffentlichte nun zahlreiche wirtschaftswissenschaftliche Werke nationalsozialistischen Inhalts so z. B. „Vom Unternehmer zum Betriebsführer“ von Paul Gerstner (1937) oder „Wirtschaftssystem des Nationalsozialismus“ von Harald Braeutigam, das zuvor im Verlag Carl Heymanns erschienen war. Auch in die Neuauflage der „Geflügelten Worte“ nahm man nun Zitate auf, „die wir der nationalsozialistischen Bewegung zu verdanken haben“, wie es in der Firmenfestschrift von 1939 heißt. Bei Kriegsende wurde das Verlagsgebäude in Berlin zerstört, alle Unterlagen wurden vernichtet.

## Geschichte ab 1945
Martin Wülfing wurde von der sowjetischen Besatzungsmacht zu elf Jahren Haft verurteilt. Nach seiner Rückkehr 1958 verkaufte er den Verlag und die Verlagsrechte. Der neue Inhaber, Axel W. Bluhm, nahm die Produktion von Haude & Spener wieder auf. Zum 1. Januar 1963 wurde der Verlag in eine GmbH umgewandelt. Zehn Jahre später waren 140 Titel wieder lieferbar. Der Verlag produzierte neben wirtschaftswissenschaftlicher Literatur für die Praxis hauptsächlich sprach- und literaturwissenschaftliche Bücher sowie Bände zur Berliner Kultur- und Geistesgeschichte und zum Thema Preußen. Der Historiker Hans Joachim Schoeps gab etwa die Anthologie „Das war Preußen“ heraus. Verlagsleiter und damit verantwortlich für die Programmpolitik war Horst Meyer. Er verließ den Verlag jedoch 1972 und übernahm 1974 den arani-Verlag. Unter dem neuen Eigentümer Hellmut Heeger geriet der Verlag in die Krise, die erst nach der Übernahme des Verlags durch Volker Spiess 1978 beendet werden konnte. Dieser baute insbesondere die Berlin-Literatur des Verlages weiter aus, beispielsweise auch mit großformatigen Bild-Text-Dokumentationen wie dem Band „Gerichtsgebäude in Berlin – Eine rechts- und baugeschichtliche Betrachtung“ von Volker Kähne.
Der Verlag wurde 2010, nachdem er im Jahre 2009 in Konkurs geraten war, von  Rainer Haude, Geschäftsführer und Eigentümer des haude electronica Verlags, übernommen. Der Verlag Haude & Spener sollte in diesem Zusammenhang als wichtiger Bestandteil deutschsprachiger Verlagskultur weitergeführt werden.